# 我爱我家 (家庭情景喜剧)
《我爱我家》是由英达、王朔和梁左参与策划并主创的中国大陸第一部情景喜剧，北京紅綠藍影視廣告中心製作，是全世界首部用汉语普通話演出的情景喜剧，被誉为“中国电视喜剧的里程碑”。导演英达也因此被称做“中国情景喜剧教父”，他还被国外同行戏称为“中国的诺曼·利尔（美国情景喜剧之父）”。

## 拍摄经过
1980年代，英达在美国攻读硕士学位时，看了美国情景喜剧《考斯比秀》，萌发了拍一部中国式的纯喜剧的想法。1987年，英达在密苏里大学戏剧系获导/表演文艺硕士学位后回国发展，同时也就带回了起源于美国的情景喜剧这种艺术形式。
1992年11月5日，英达与著名作家王朔第一次开始讨论《我爱我家》的有关创作。并邀请了长期从事小品、相声和文学剧本创作的著名作家梁左任总编剧，杜禹任总制片。这一天后来也被当作了中国大陆情景喜剧的诞生日。英达和王朔在仅仅向投资方长春市恒达企业发展公司描述国外有这样的一种传递幽默、十分走俏的情景喜剧节目样式之后，双方就签订了协议。但投入的资金并不算多，剧组人员的劳动报酬也很低。副导演林丛是著名编剧和导演，是北京人艺著名导演林兆华的女儿。
1993年7月7日，英达选在自己生日这天开拍《我爱我家》，并于年底完成了全部40集的后期制作。1994年4月25日在卫视中文台首播，大陆地区安装了有线电视的观众可以收看到；紧接着在1994年4月27日，剧组开始了续集的拍摄。1996年10月1日，台視九點檔大翻新，大翻新後開播的第一個節目是同日開播的《我愛我家》。

## 演职人员
- 总制片人：杜禹、马景全
- 总监制：张明智
- 总发行人：杜勇
- 导演：英达
- 执行导演：林丛（续集）
- 副导演：林丛、王栋
- 导演助理：吴彤（续集）
- 策划：王朔
- 顾问：王纪言（续集）
- 导播：贾乐松（续集）
- 文学师：梁左
- 副文学师：杨紫（续集）
- 编剧：梁左、英壮、梁欢、臧里、臧希、英达、吴彤、刘国华、束焕、张越、孙健敏、冯俐、赵志宇、汤一原、杨紫等
- 编审：滕明义
- 总摄像师/摄影指导：王小京
- 摄像师：闫英、李京明、白卫平、王茂琪
- 美术师：戴延年
- 副美术师：相红辉（续集）、陈亮（续集）
- 剪辑：逯庚春
- 录音师：晁君、孙逾、张申燕、黄东斌
- 灯光师：胡耀辉
- 作曲：关峡
- 编曲：关峡、张宏光（续集）
- 作词：甲丁、陈涛、徐安利
- 演唱：章鹏、韩磊、戴娆、陈琳、周艳泓、瑛侠、杨洋、那英、红豆、毛阿敏、臧天朔、牟青、沈艳
- 和声：黑鸭子合唱组
- 演奏：北京首席乐队、北京青年爱乐乐团、中国歌剧舞剧院合唱队
- 主要演员：文兴宇、宋丹丹、杨立新、梁天、赵明明、沈畅、关凌、张永强、李眉
- 摄制公司：中国国际文化艺术中心、长春市恒达企业发展公司
- 除了主要演员外，大部分剧集里还会邀请数位明星、名人客串角色，其中有老艺术家，也有大家熟悉的中青年演员，如英若诚、郑振瑶、谢芳、李丁、李婉芬、韩影、李明启、葛优、李雪健、姜文、刘威、宋春丽、方青卓、王奎荣、王志文、江珊、刘蓓、濮存昕、陈瑾、郭冬临、李成儒、何冰、郭涛、牛莉、夏力薪、陶慧敏，以及其他行业的名人，如司马南等。此外，如林丛、英达、梁左、梁欢、张申燕等剧组成员有时也会客串一下，特别在最后两集里，很多剧组成员都参与了演出。

## 剧情介绍
全剧透过北京一个六口之家以及他们的邻里、亲朋各色人等构成的社会横断面，对1990年代改革大潮中的市井智慧和底层生态进行了经典的描摹，展示了一幅改革大潮中大千世界绚丽斑斓的生活画卷。
每集讲述一个完整的生活故事（长一些的故事则分成上、下两集），小到家长里短，大到国策大略。每集结束之前还会有数分钟的“我家花絮”（NG镜头剪辑）和“我爱我歌”（主题MV作品）。

### 角色介绍
- 傅明：文兴宇饰演。66岁，原名贾敬贤，退休的老局长，副廳局級幹部，正直善良且具备很高的原则性，但有一定的官僚主义作风和习气，习惯性的官腔重，口头禅是“搞什么搞嘛”、“我早就看出来啦”。后进居委会发挥余热。
- 贾志国：杨立新饰演。42岁，傅明的大儿子，国家机关工作人员，副处级干部，曾作为知青去黑龙江生产建设兵团生活，1973年成为工农兵学员而进入大学，大专学历。胆小怕事，自负读过大学，在妻子和平面前有一定优越感。对一些女青年心怀不轨，但有贼心没贼胆儿。
- 和平：宋丹丹饰演。38岁，贾志国的妻子，京韵大鼓艺人，文艺工作者，中专学历，在曲艺说唱团工作。每天处理家庭琐事，虽原则性不强，但实属中坚力量。
- 贾志新：梁天饰演。30岁，傅明的小儿子，无业游民，无远大志向，有时好倒弄些小买卖，关键时刻往往才显出很爷们儿的一面。后赴海南島經商。
- 贾小凡：赵明明饰演。约23岁，傅明的小女儿，志国、志新的妹妹。中文系女大学生，后赴美国留学深造。对自己文学系高材生的身份颇为自负。
- 贾圆圆：关凌饰演。12岁，贾志国与和平的女儿。和平里小学学生，后被保送上了北京171中学。聪明好学，古灵精怪，经常闯祸，曾经因深爱香港歌星张国荣而造成家庭风波。
- 张凤姑：沈畅饰演。约20岁，四川来京打工的保姆，踏实肯干，被全家老小看做自家人，后与贾志新远赴海南闯天下。续集中成了志新的老板，还暗恋着他。
- 孟朝阳：张永强饰演。27岁，贾小凡老师孟朝晖的弟弟，小凡为出国临时找来冒充的男朋友，后被小凡的一封信揭穿身份，但还是被贾家人视为自己人，经常来串门和蹭饭。（续集）
- 薛小桂：李眉饰演。18岁，小张走后找来的小保姆，河南腔，初中文化。（续集）
- 此外还有一些固定角色也不时在剧中出现：居委会的于大妈（金雅琴饰演）、陈大妈（唐纪琛饰演）；老傅的“死对头”郑千里（张瞳饰演）、胡学范（英若诚饰演）；老胡的妻子胡太太（郑振瑶饰演）；郑千里的女儿、志新的同学、志国的青梅竹马郑艳红（蔡明饰演）；志新的哥们胡三（何冰饰演）；派出所片警小许（张士瑞饰演）；孟朝阳的哥哥、和平的同学、小凡的老师孟朝晖（刘威饰演）；邻居杨大夫（英壮饰演）及和平的妈妈老和（韩影饰演）。

### 我爱我歌
著名音乐家关峡创作了全部歌曲，部分歌曲有男声和女声多个版本。不少歌曲因歌词寓意深刻、旋律优美动听，后来在观众群中广为流传，深受大家喜爱。
- 片头曲《会飞的心》 演唱：章鹏
- 片尾曲《你是我的家》 作词：甲丁 演唱：戴娆 韩磊
- 片头曲《炎热的风》 演唱：那英 红豆
- 片尾曲《诺言》 作词：陈涛 演唱：毛阿敏 章鹏
- 插曲《拉着你的手》 演唱：牟青 陈琳
- 插曲《告诉你我是真的》 演唱：陈琳
- 插曲《我不想输》 演唱：韩磊
- 插曲《喂！别吵》 演唱：瑛侠
- 插曲《不在乎》

### 剧集列表
括号内附有部分客座演员的名字。
- 第1-2集 发挥余热
- 第3集 我们的愚人节（蔡明）
- 第4集 也算失恋（张瞳、乔红、曾国华、史绍辉）
- 第5-6集 亲家母到俺家（韩影、李野萍、吴淑昆）
- 第7集 骗子（句号、李绪良、吕国宾、张永强、莫岐）
- 第8集 既然曾经爱过（郭冬临、陈瑾）
- 第9-10集 灭鼠记（金雅琴、梁左）
- 第11-12集 无线寻踪（夏力薪、张士瑞、刘斌、林丛）
- 第13-14集 奖券的诱惑（孟瑾、郭涛、原华、王奎荣）
- 第15集 初次下海
- 第16集 毁我爸一道（刘小宁、宁宁、刘金山、唐纪琛）
- 第17-18集 不速之客（葛优）
- 第19集 大气功师（司马南）
- 第20集 心中的明星（孙凤英、李耕）
- 第21集 女儿要远航
- 第22集 原则问题（颜美怡、金雅琴）
- 第23-24集 双鬼拍门（谢园、李梅）
- 第25集 爱你得商量（刘威）
- 第26集 电视采访（马羚、英宁）
- 第27-28集 健康老人
- 第29集 202动态
- 第30集 再也不能这样活（张申燕）
- 第31-32集 在那遥远的地方（刘威）
- 第33-34集 近亲（陶慧敏）
- 第35-36集 潇洒走一回（林丛）
- 第37-38集 死去活来（李成儒、英壮）
- 第39-40集 都不容易（杨青）
- 第41-42集 从头再来（何冰、濮存昕）
- 第43-44集 请让你来帮助我（李明启、李雨晴）
- 第45集 大侦探
- 第46集 生活之友（王志文、江珊、林丛）
- 第47-48集 远走高飞
- 第49-50集 恩怨（英壮、英若诚、郑振瑶）
- 第51-52集 儿女正当好年华（唐纪琛、谢芳）
- 第53集 爱情导师
- 第54集 但行好事
- 第55集 让你欢喜让你忧（刘蓓）
- 第56集 重塑自我
- 第57-58集 失落的记忆（英壮）
- 第59-60集 希望在人间
- 第61-62集 村里有个姑娘叫小芳（方青卓、吕小品）
- 第63-64集 捉鬼记
- 第65-66集 姑妈从大洋彼岸来（李婉芬）
- 第67集 罪与罚
- 第68集 心病
- 第69-70集 独立宣言
- 第71集 一仆二主
- 第72集 合家欢
- 第73-74集 聚散两依依
- 第75集 剧组到我家
- 第76集 冲冠一怒为红颜
- 第77-78集 妈妈只生我一个（金昭）
- 第79集 享受孤独
- 第80集 老有所为（李丁）
- 第81-82集 情暖童心（李雪健、韩寒）
- 第83集 家庭吉尼斯
- 第84集 世态炎凉
- 第85-86集 大奖（英达、莫大伟）
- 第87集 卡拉OK
- 第88集 饭局
- 第89-90集 名门之后（雷恪生、雷瑞琴、林丛）
- 第91集 神秘来信（赵忠祥）
- 第92集 目击者（刘斌、林丛、姜武、夏雨、姜文）
- 第93-94集 谁比谁傻（倪大红、林丛）
- 第95-96集 特别的爱给特别的你（牛莉、马羚、陈心黎）
- 第97-98集 女儿带来男同学（王斌）
- 第99集 94世界杯（牛星丽）
- 第100集 小饭桌
- 第101-102集 彩云易散
- 第103集 好缺点
- 第104集 新的一页
- 第105-106集 芝麻开门
- 第107-108集 真真假假
- 第109集 818案件
- 第110集 葵花向阳
- 第111-112集 风声
- 第113集 就职演说
- 第114集 优化组合（黄宗洛）
- 第115-116集 今天的你我（宋春丽）
- 第117-118集 为情所困
- 第119-120集 我爱我家

## 获奖记录
- 总制片杜禹当选“中国首届十佳制片人”
- 40集《我爱我家》获“新时期十年优秀喜剧奖”
- 1996年2月，《你是我记忆中忘不了的温存》（戴娆演唱）获“95斯巴露”演唱金曲歌奖。

## 轶事
《我爱我家》的取景地为北京市西城区月坛街道西便门外大街10号院。该小区始建于20世纪50年代。由于年代久远，该小区楼房在二十年前就已被鉴定为危房，具有安全隐患，现今该小区部分房屋经常存在墙体开裂等问题。然而，由于该小区楼房牵扯到历史文化保护问题，该小区的拆迁工作推进缓慢。